# Весенний натарр
Весенний натарр или весенний конъюнктивит  (conjunctivitis vernalis s. aestivalis) — хроническое воспаление соединительной оболочки глаз, являющееся разновидностью конъюнктивита. Впервые заболевание было описано Арльтом в 1846 году, а в 1972 году более детально изучено Земишем.
Характерной чертой данной болезни является зависимость и периодичность, связанные с временами года. Обострение, наступающее в тёплое весеннее и летнее время, и ослабление процесса в холодное время года. Именно по этой причине, скорее всего, имеет аллергическую природу. В подавляющем большинстве случаев болеют дети школьного или дошкольного возрастов.  Чаще встречается у лиц мужского пола. В тропических регионах может одинаково поражать лиц обоего пола. 

## Клиническая картина
Заболевание может протекать в трех клинических формах: тарзальной, лимбальной и смешанной. Тарзальная форма характеризуется развитием крупных сосочков различной формы и размера, обычно более 1 мм в диаметре, на верхней тарзальной конъюнктиве. Для лимбальной формы типичны белые точки на лимбе роговицы. Смешанная форма характеризуется наличием обеих форм в одном глазу.

## Симптомы
Основными симптомами являются сильный зуд, покраснения и слезотечения глаз. Они также могут жаловаться на светобоязнь и ощущение инородного тела.

## Прогноз
Благоприятный. Несмотря на общий хороший прогноз, до 6% пациентов страдают потерей зрения из-за осложнений